# Uulbayan (Sükhbaatar)
Le sum de Uulbayan (mongol : ᠠᠭᠤᠯᠠᠪᠠᠶ᠋ᠠᠨ
ᠰᠤᠮᠤ, cyrillique : Уулбаян сум, MNS : Uulbayan sum) est situé dans l'aïmag (ligue) de Sükhbaatar, en Mongolie. Sa population était de 2 883 habitants en 2009.